# Tedania assabensis
Tedania assabensis är en svampdjursart som beskrevs av Keller 1891. Tedania assabensis ingår i släktet Tedania och familjen Tedaniidae.
Artens utbredningsområde är Eritrea. Inga underarter finns listade i Catalogue of Life.